# Acronicta dinawa
Acronicta dinawa là một loài bướm đêm thuộc họ Noctuidae. Loài này được tìm thấy ở Queensland và Papua New Guinea.